# Phan Xích Long
Phan Xích Long, también conocido como Hồng Long, con nombre original Phan Phát Sanh (1893–1916),  fue un místico en Vietnam durante el siglo XX que utilizó la religión como pretexto para ocultar sus ambiciones políticas. Asegurando su identidad como descendiente del Emperador Hàm Nghi, organizó una ceremonia para proclamarse Emperador de Vietnam. En 1913, lanzó una rebellión con armas contra el gobierno colonial de Indochina Francesa. Con la creencia que al beber pociónes se podían ponerles invisibles, junto con la colocación de bombas en varios lugares, sus soportadores atacaron la ciudad de Saigón en marzo de 1913. Esta insurrección no tuve éxito debido a que ninguna de las bombas se detonó.
Long y la mayoría de sus soportadoes fueron encarcelado por las autoridades francesas después de haber admitido su objetivo de derrocar el gobierno francés en el juicio. En una serie de levantamientos en Cochinchina en 1916, algunos soportadores trataron de liberar a Long pero estos atentados no tuvieron éxito. Por eso, se ejecutaron Long y sus soportadores encarcelados. El resto de sus soportadores luego formaron un grupo religioso en Vietnam, el Cao Đài.

## Legado
Como resultado del daño causado la organización de Long, la mayoría de sus soportadores se desbandaron y luego participaron en una secta política-religiosa basada en Tây Ninh. Sin embargo, la importancia de la insurrección encabezada por Long era significante por raíces abnormales. Fue una insurrección por un líder religioso autoproclamado cuyo base de apoyo vino de un descontento social. 
Antes de Long, las revueltas de los campesinos con temas religiosos siempre se habían precedido por las inundaciones, brote de enfermedades, la hambruna, y otras calamidades naturales. Eso de debe a que las personas en áreas rurales atribuyen estos desastres a la ira de los dioses y siempre piden ayuda a los líderes que aparentemente tienen poderes sobrenaturales.
La muerte de Long no termina una secuencia de místicos autoproclamados que levantaron huestes y navegaron las políticas. Un hechicero llamado Chem Keo se nombró como la reincarnación de Long. 
Durante la Segunda Guerra Mundial, Huỳnh Phú Sổ se proclamó como un Buda viviente y logró reunir a más de un million de seguidores que lucharon contra las fuerzas francesas y contra los comunistas. Huỳnh Phú Sổ murió a manos de los comunistas del Viet Minh. 
En 1939, un taoísta trató de demostrar que era inmune a las balas francesas. 
En los años inmediatamente posteriores a la Segunda Guerra Mundial, la membresía del movimiento Cao Đài ascendía a un millón y medio de miembros.